# Sedum arenarium
Sedum arenarium är en fetbladsväxtart som beskrevs av Felix de Silva Avellar Brotero. Sedum arenarium ingår i Fetknoppssläktet som ingår i familjen fetbladsväxter. Inga underarter finns listade i Catalogue of Life.